# Mænd og sæler
|  | Denne artikel er oprettet af botten Steenthbot ud fra en ekstern database. Den kan derfor have sproglige fejl eller mangler. Denne skabelon kan fjernes efter kontrol af indholdet. |

Mænd og sæler er en dansk dokumentarfilm fra 1979 instrueret af Mai Zetterling efter eget manuskript.

## Handling
Dokumentarfilm om sælfangere i Grønland: Filmen leverer et forsvar for sælfangerkulturen ved Scoresbysund.